# トマーシュ・スクラビー
トマーシュ・スクラビー（Tomáš Skuhravý, 1965年9月7日 -）は、チェコ（旧チェコスロバキア）の元サッカー選手。ポジションはFW (CF) 。スクフラビーと表記されることもある。フィジカルの強さと長身を生かした空中戦の強さに加え、優れたゴール感覚を武器に活躍した。

## クラブ経歴
1980年、15歳の時、スパルタ・プラハのスカウトの目に留まり、スパルタ・プラハに入団、16歳でプロデビューを果たした。1983-84シーズン、9月28日のUEFAカップファーストラウンドでは、レアル・マドリードからゴールを奪い、セカンドラウンド進出に貢献した。ここでは162試合で66得点を挙げた。
1990年にイタリア・セリエAの古豪ジェノアへ移籍。一年目からウルグアイ出身のカルロス・アギレラと抜群の相性の良さを見せた。1990-91シーズン、8節のフィオレンティーナ戦まで得点を奪えなかったが、最終的には、アギレラ共々15得点を挙げる活躍でクラブをリーグ4位、来期のUEFAカップ出場へと導いた。
1991-92シーズンのUEFAカップでは、レアル・オビエド、ディナモ・ブカレスト、ステアウア・ブカレスト、リヴァプールを下し準決勝に進出したが、アヤックスに敗れて決勝進出を逃した。これらの記録はクラブの近年の歴史において最良の成績となっている。このシーズンのリーグ戦では、SSCナポリ戦ではハットトリックを決めるなど、11得点を挙げた。1992年、マルセイユ、ACミランからオファーを受けたが残留した。1993-94シーズンは10得点、1993-94シーズンは9得点を挙げ、チームのセリエA残留に貢献した。
1994-95シーズン、リーズ・ユナイテッドFCとの交渉が進むも契約がまとまらず、チームが獲得を目指していたクリンスマンの獲得もならなかったことで残留、同シーズンもリーグ最終節のトリノ戦でゴールを決め、勝利をもたらすなど、31試合で12ゴールを決める活躍を見せ、セリエA残留をかけたプレーオフに持ち込む。パドバとのプレーオフでも、1-1とする同点ゴールを挙げたが、チームは1-1からのPK戦でに敗れ、セリエBに降格した。翌シーズンもジェノアとファンへの愛着からチームに残留した。1995-96シーズン、8試合に出場した後、シーズン途中にスポルティングCPへと移籍したした。
スクラビーはジェノアで5シーズン半を過ごし、セリエAでは9ゴールとなった1993-94シーズンを除き毎年2桁ゴールを記録、公式戦通算185試合67得点を記録した。1997年に母国のクラブで現役を退いた。
現役引退後はイタリアのジェノバに在住し、地元テレビ局のサッカー解説者として活躍をしている。

## 代表経歴
チェコスロバキア代表としては、1985年9月4日のポーランド戦で代表デビューを飾った。
1989年5月9日のワールドカップ予選、ルクセンブルグ戦での2得点でワールドカップ出場権を獲得した。1990年のFIFAワールドカップ・イタリア大会では決勝トーナメント1回戦のコスタリカのハットトリック（ヘディングのみでのゴールだけのハットトリックは、ワールドカップ史上初である）を含む5得点（サルヴァトーレ・スキラッチに次ぐ得点ランキング2位）を挙げる活躍を見せベスト8進出に貢献。
1993年までに国際Aマッチ43試合に出場し14得点を記録した。その後、チェコ代表としてもプレーをし、6試合に出場3得点を記録した 。

## エピソード
- ジェノアでの最後のシーズンとなった1994-95シーズンにはアジア人初のセリエA選手となった三浦知良とチームメイトとなった。1994年12月4日に行われた第12節、UCサンプドリアとのダービーマッチではポストプレーから三浦のセリエA初得点をアシストした[7]。